# Fenomenologia della religione
La fenomenologia della religione è un metodo di indagine del fatto religioso, e del sacro, che incrocia l'analisi storica del suo emergere, con i suoi aspetti ricorrenti nella storia dell'uomo attraverso strutture e forme tipiche.

## Origine

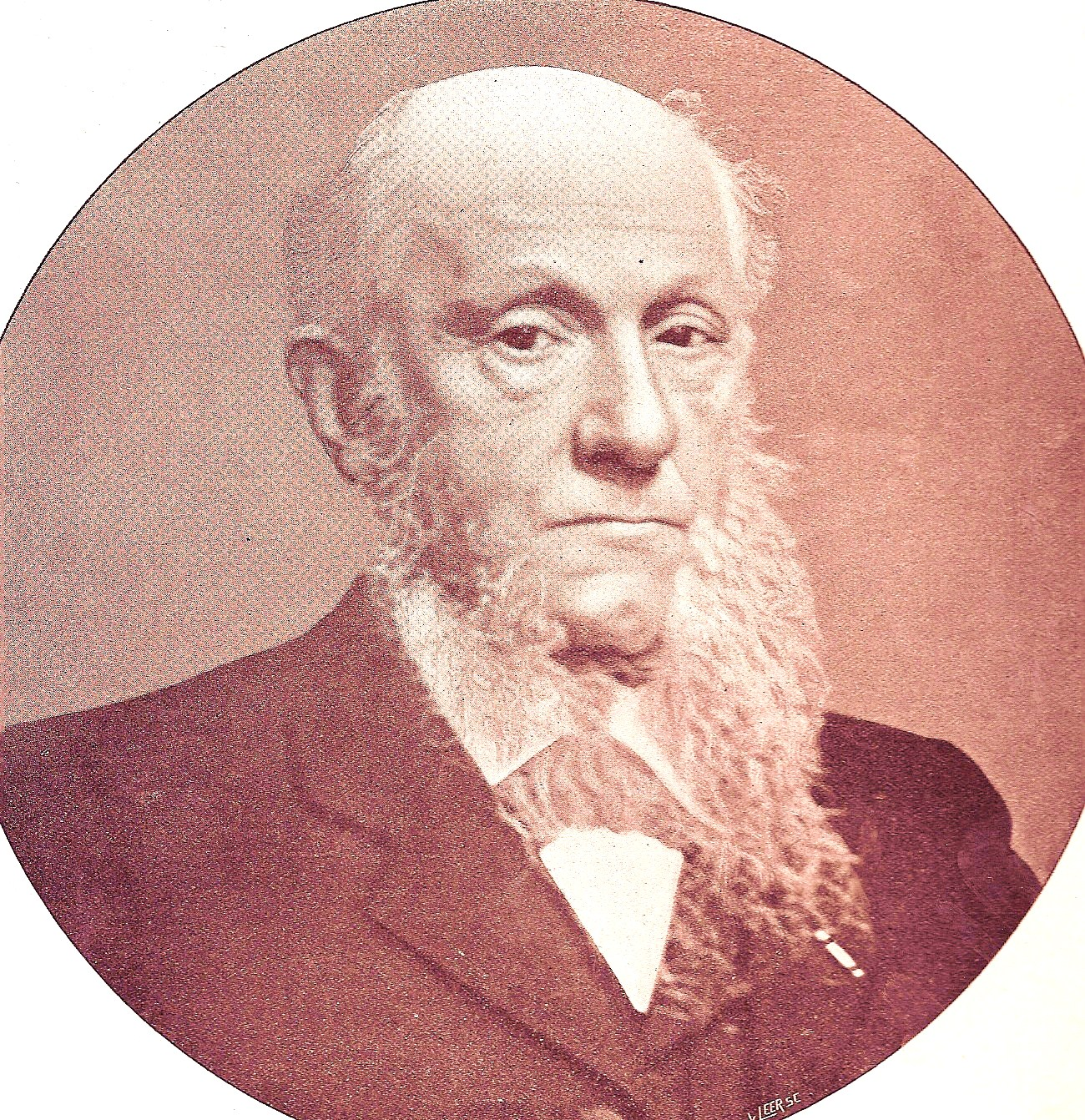
Pierre Daniël Chantepie de la Saussaye (1848-1920). Lo studioso olandese fu il primo ad utilizzare l'espressione di "Fenomenologia della religione" nella sua opera Lehrbuch der Religionsgeschichte ("Manuale di storia delle religioni", 1887).

L'espressione fenomenologia della religione compare per la prima volta nell'opera dello studioso olandese Pierre Daniël Chantepie de la Saussaye (1848-1920) Lehrbuch der Religionsgeschichte ("Manuale di storia delle religioni", 1887) dove l'autore evidenziava come la comparazione storico-religiosa farebbe emergere delle manifestazioni ricorrenti in termini di riti, culti, miti e pratiche.
Nel 1933 viene pubblicata in lingua tedesca l'opera del filosofo olandese Gerardus van der Leeuw (1890-1950), intitolata Phänomenologie der Religion ("Fenomenologia della religione"). Costui, influenzato dalla fenomenologia teorizzata in quegli anni da Edmund Husserl (1859-1938) e dall'antipositivismo proprio di pensatori come Wilhelm Dilthey (1833-1911), si rifiutò di intendere la fenomenologia della religione così come intesa da Chantepie de la Saussaye, ovvero come semplice atto comparativo tra le diverse manifestazioni religiose, centrandola piuttosto sul momento della loro "comprensione" che ne rileverebbe la loro unicità di fondo. La svolta di van der Leeuw, che pure si inseriva nel tracciato fenomenologico segnato da Chantepie de la Saussaye, riguardava quindi la sostituzione del metodo: dall'Erklären ("spiegazione causale") al Verstehen ("comprensione partecipata dello studioso nei riguardi dell'oggetto del suo studio").

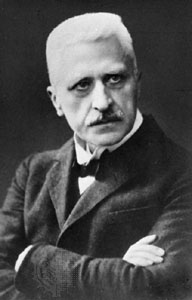
Rudolf Otto nel 1925. Il suo contributo nello studio delle religioni comparate e nella fenomenologia religiosa è stato durevole; diversi concetti da lui espressi (quali numinoso e totalmente Altro) hanno avuto ampio utilizzo nella scienza delle religioni.

Il principio di fondo alla base di questo approccio consiste nel ritenere le religioni basate sul fenomeno del sacro, il quale contiene già in sé il suo sviluppo che si manifesta nella storia. Il sacro corrisponde a sua volta all'esperienza vissuta (Erlebnis) del mistero al quale l'uomo tende stimolato da diverse cause esterne.
Analogamente, il pastore luterano e storico delle religioni tedesco Rudolf Otto (1869-1937) con il suo Das Heilige. Über das Irrationale in der Idee des Göttlichen und sein Verhältnis zum Rationalen ("Il sacro. L'irrazionale nell'idea del divino e la sua relazione al razionale", 1917) aveva già evidenziato l'autonomia del sacro e della religione da qualsivoglia analisi storica che ne poteva solo declinare le differenti manifestazioni. La fenomenologia della religione, nella sua indagine sull'unità sottostante alle diverse manifestazioni religiose, individuerà quindi nel sacro la sua unità fondamentale. Così Nathan Söderblom (1866-1931) nel suo The Nature of Revelation (1931) ha ritenuto che il sacro fosse a fondamento di qualsiasi religione.
Questo approccio all'analisi fenomenologica della religione fondata sull'ermeneutica e sulla irriducibilità della nozione di sacro, ha tuttavia col tempo attirato critiche di soggettivismo e di allontanamento dalle discipline empiriche, ovvero di sconfinamento nel campo teologico e filosofico-religioso, perdendo quindi contatto con la storia delle religioni.
L'orientalista svedese Geo Widengren (1907-1996), nella sua opera Phänomenologie der Religion (1966), reagì a queste critiche operando una presa di distanza dal sapere teologico e filosofico, costruendo una fenomenologia della religione collegata alle analisi di tipo storico pur centrata sulla necessità di evidenziare i modelli ricorrenti di questo fenomeno. In questo medesimo ambito si sono mossi Jacques Waardenburg (1930-2015) e Claas Jouco Bleeker (1898-1983).
Altri studiosi, come Gustav Mensching (1901-1978), Friedrich Heiler (1892-1967) e Kurt Goldammer (1916-1997), appartenenti alla cosiddetta "Scuola di Marburgo", hanno invece continuato a difendere la peculiarità del metodo ermeneutico per comprendere l'effettivo fenomeno religioso: la comparazione fenomenologica consentirebbe di raggiungere l'essenza della religione stessa individuata con il termine sacro.
L'antropologo e storico delle religioni romeno Mircea Eliade (1907-1986) ha ereditato la nozione di sacro come struttura della coscienza e non come momento della storia della coscienza, trovando in Julien Ries (1920-2013) il suo continuatore.
Secondo Paul Ricœur, la funzione centrale dell'ermeneutica è quello di recuperare e ripristinare il significato nascosto in tutti i casi. Il filosofo francese ha scelto il modello della fenomenologia della religione, sottolineando che questo è caratterizzato da un'attenzione allo scopo, che è il sacro. Per Otto il sacro è il mysterium tremendum e fascinans. Gerardus van der Leeuw prende in considerazione l'autocrazia, il potere assoluto, come il sacro. Questa autocrazia diventa una teoria della cratofania, cioè una manifestazione del potere, nella fenomenologia della religione del filosofo olandese (van der Leeuw), e una teoria della ierofania in quella dello storico delle religioni romeno (Eliade). Lo scopo della religione, il sacro, è visto in relazione al profano. Il loro rapporto non è un'espressione di opposizione ma di complementarità. Questa diventa l'unità nell'ermeneutica della ierofania di Eliade.

## Elenco dei fenomenologi della religione
- Pierre Daniël Chantepie de la Saussaye (1848–1920)
- Nathan Söderblom (1866-1931)
- William Brede Kristensen (1867–1953)
- Rudolf Otto (1869–1937)
- Raffaele Pettazzoni (1883–1958)
- Gerardus van der Leeuw (1890–1950)
- Friedrich Heiler (1892–1967)
- Gustav Mensching (1901–1978)
- Claas Jouco Bleeker (1898-1983)
- Mircea Eliade (1907–1986)
- Geo Widengren (1907-1996)
- Kurt Goldammer (1916–1997)
- Günter Lanczkowski (1917–1993)
- Henry Duméry (1920–2012)
- José Severino Croatto (1930–2004)
- Jacques Waardenburg (1930-2015)
- Hans-Joachim Klimkeit (1939–1999)
- Udo Tworuschka (1949-vivente)
- Wolfgang Gantke (1951-vivente)